# Nematostigma obducens
Nematostigma obducens är en svampart som beskrevs av Syd. & P. Syd. 1913. Nematostigma obducens ingår i släktet Nematostigma och familjen Pseudoperisporiaceae.   Inga underarter finns listade i Catalogue of Life.